# Béate
Pour les articles homonymes, voir Béate (homonymie).

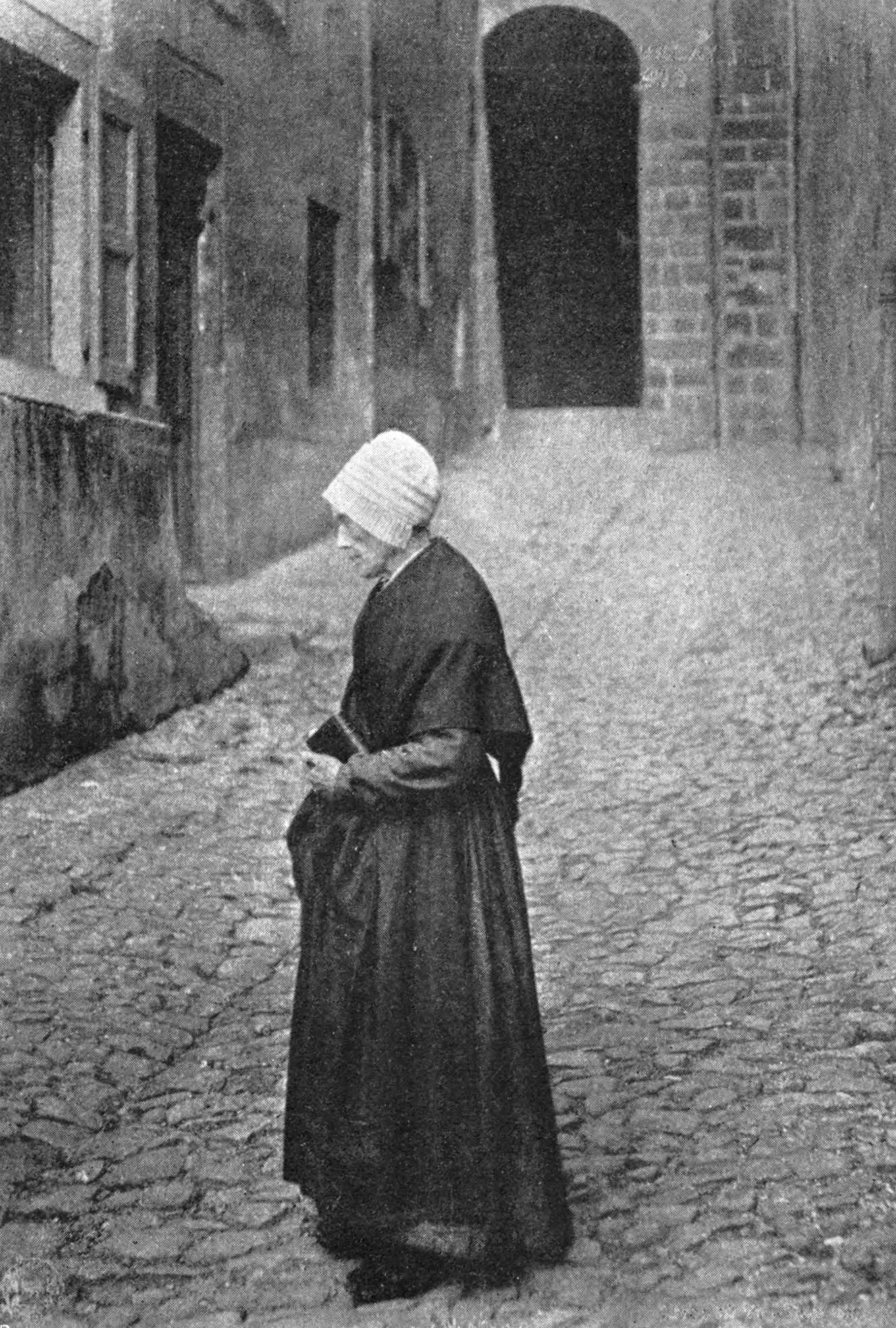
Béate en 1907.

Les béates sont des femmes des pays du Velay et du Forez qui, à partir du XVIIe siècle, eurent pour mission d'éduquer les enfants et d'enseigner la religion. Très nombreuses au XIXe siècle, les béates apprenaient alors la technique de la dentelle du Puy aux filles.

## Histoire
L'institution des béates existe depuis le XVIIe siècle. L'association des Filles de l'Instruction est créée au Puy-en-Velay, en 1665, par Anne-Marie Martel. Les béates sont répandues dans les provinces du Velay et du Forez, en Ardèche, en Haute-Loire, et dans les régions alentour. Pendant plusieurs siècles, le protestantisme demeure très implanté dans ces régions, les rivalités religieuses créent un climat d'insécurité et la Contre-Réforme a souhaité faire régresser le protestantisme en apportant l'instruction chrétienne dans les villages. L'abbé Tronson, directeur du séminaire du Puy, demande à Anne-Marie Martel d'instruire des jeunes filles pour aller enseigner le catéchisme, et instruire les enfants dans les hameaux du Velay. C'est un progrès pour l'éducation des filles dans ces régions de montagne.
La Révolution française décrète l'arrêt des béates qui doivent se cacher. Devenues dentellières, elles vont exercer clandestinement leur mission.
Au XIXe siècle, les béates demeurent très présentes dans les campagnes du Velay. Le registre des archives de la Haute-Loire en recense 790. Mais à la fin du siècle, leurs compétences d'enseignantes sont remises en cause, leur niveau d'instruction apparaissant trop insuffisant. C'est l'époque où l'État met en place l'instruction publique. La maison mère qui les formait disparaît en 1905.

## Fonction
Les béates, sont des femmes célibataires, elles reçoivent une instruction de base, parfois rudimentaire, pendant deux ans dans le noviciat au Puy. Leur rôle social est important : elles sont à la fois des institutrices qui apprennent à lire, à écrire et à compter aux enfants, leur rôle de catéchistes est reconnu, elles soignent les malades avec leurs remèdes et prient pour les mourants. Le soir venu, les villageois se rassemblent chez elles, dans "la maison d'assemblée" pour la veillée. Ces réunions avec les voisins sont des "couviges"  où les femmes font de la dentelle. Les béates assurent l'apprentissage de la technique de la dentelle du Puy auprès des fillettes et jeunes filles. Leurs ouvrages sont achetés par des "leveuses", ces intermédiaires vont les négocier auprès des marchands du Puy-en-Velay. Les béates passent pour un maillon assurant la production de cet artisanat réputé.

## Vêtement
Les béates portent une robe de laine noire, une coiffe blanche, une petite croix d'argent. Leur costume ressemble à celui de religieuses ; pourtant, elles n'appartiennent pas à un ordre religieux, ce sont des laïques qui n'ont pas prononcé de vœux.

## Maisons de béate
« Dans tout hameau du Velay, on voit une petite maison basse que surmonte une cloche : c'est la maison de la béate». La maison de la béate est appelée "maison d'assemblée". La béate est l'hôte du hameau, on lui construit une maison indépendante, que l'on meuble et dont on assure l'entretien. On lui apporte du bois, de la nourriture et un peu de monnaie en échange de ses services, selon les ressources des habitants. Cette institutrice vit assez misérablement. Elle habite à l'étage, le rez-de-chaussée de la maison sert de salle de classe, et d'assemblée. Sur le pignon du bâtiment, se trouve, surmontée d'une croix, une petite cloche qui rythme la vie du hameau.

Différentes maisons de béates
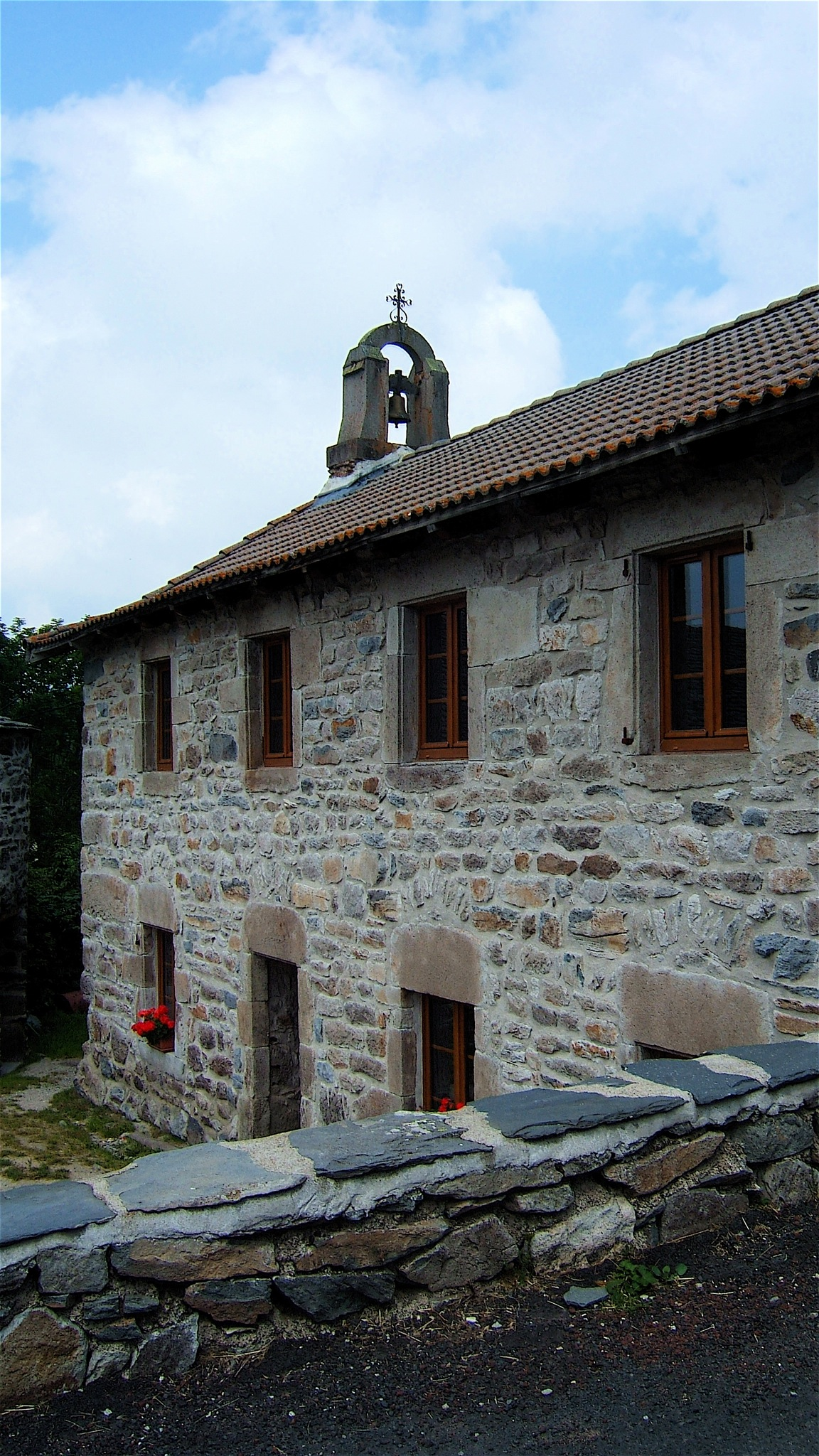
Maison de béate des Estables[7].
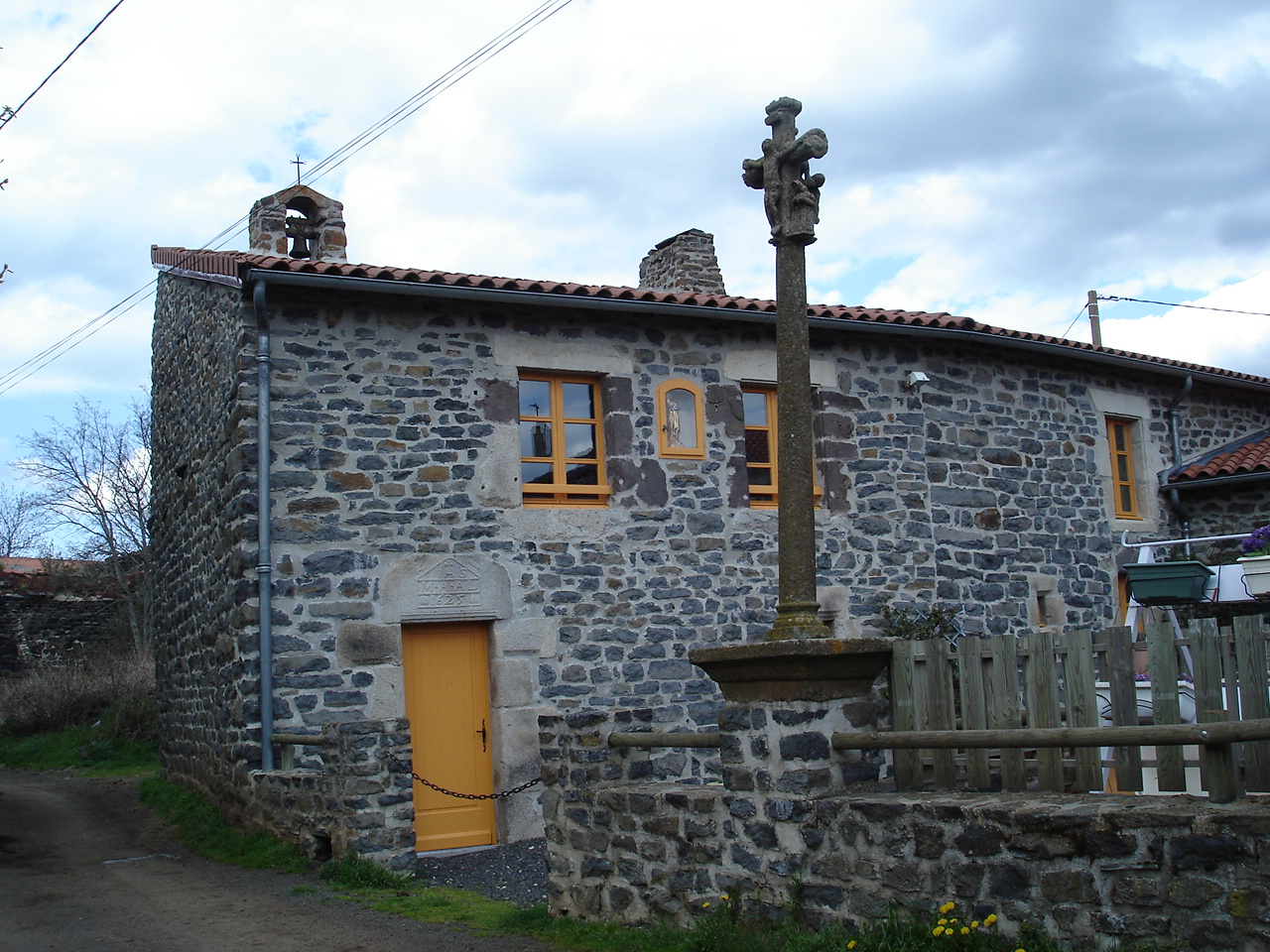
Maison d'assemblée du Mont près le Monastier-sur-Gazeille.
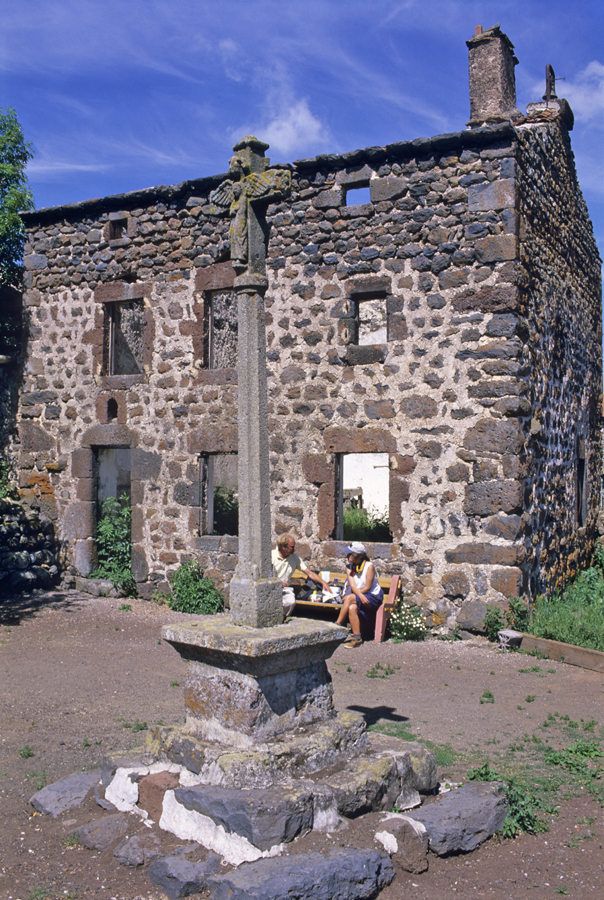
Ruines de la maison d'une béate à Bains.
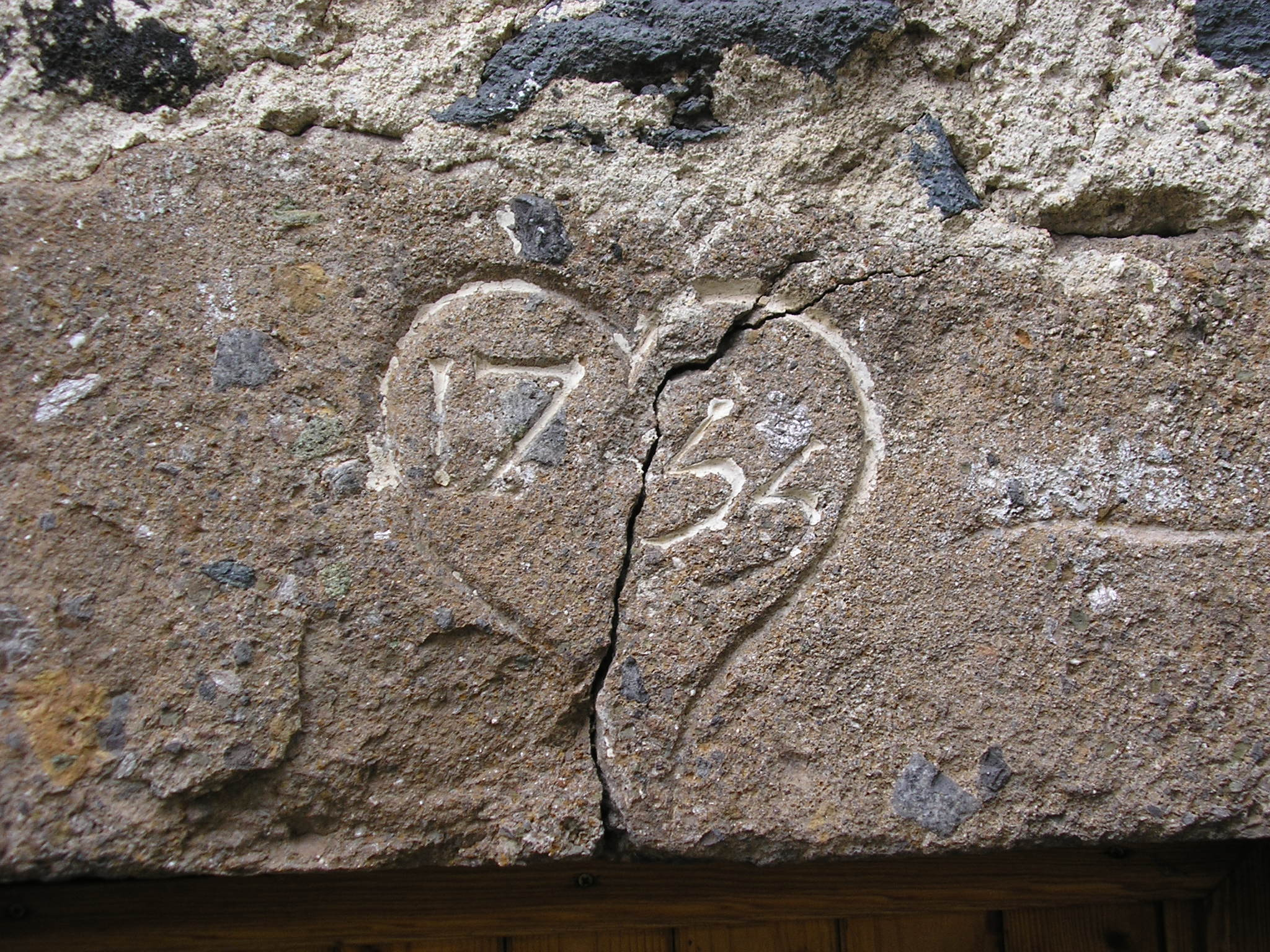
Linteau de la maison de la béate de Civeyrac à Loudes.
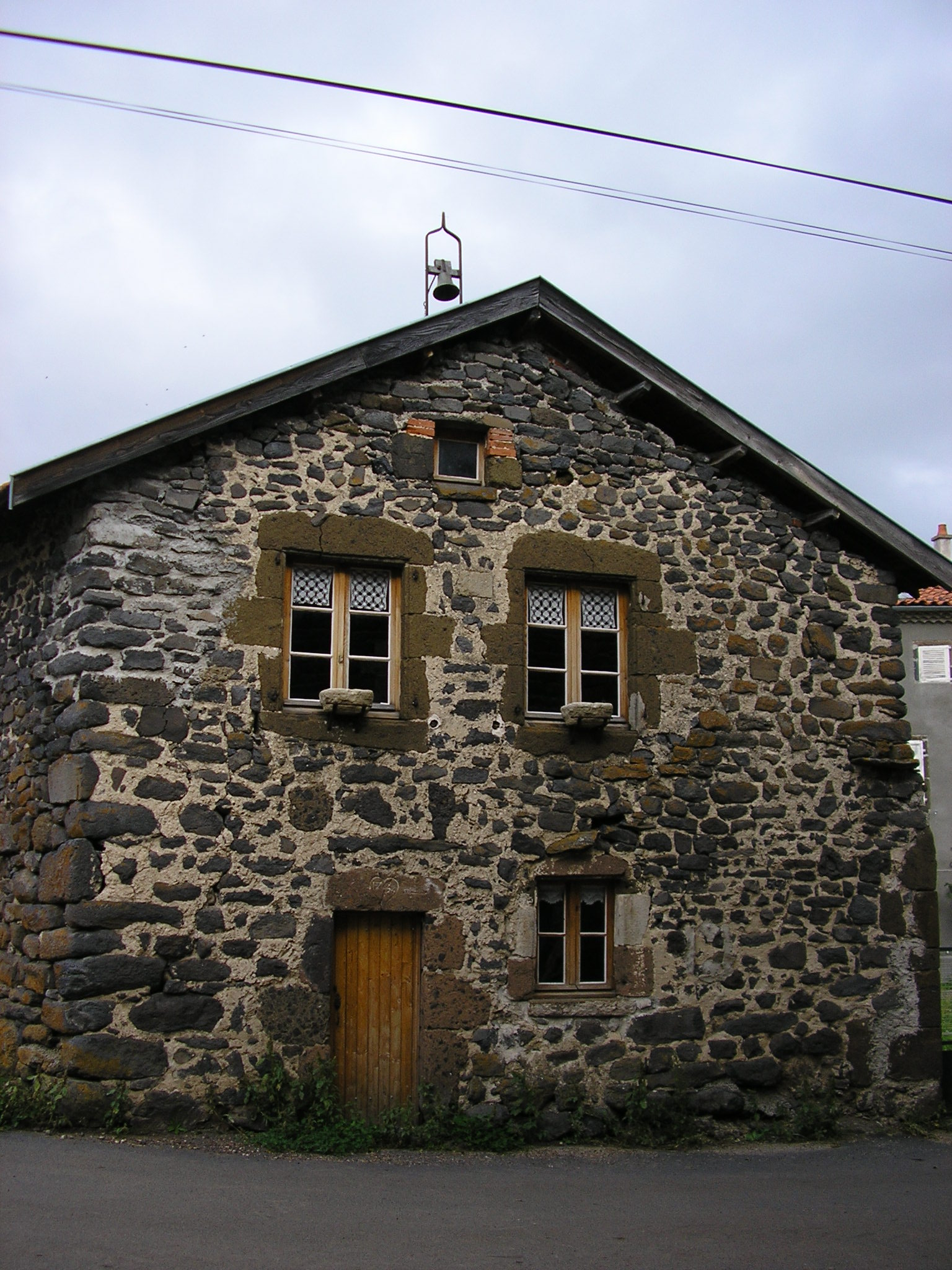
Maison de la béate de Civeyrac.